# 적호서생
"적호서생"(중국어: 赤狐書生)은 2020년 공개된 중국의 액션 모험 코미디 영화이다.

## 출연

### 주연
- 리셴 - 백십산 역
- 천리농 - 왕자진 역

### 조연
- 하니 키지 - 영련 역
- 배괴산 - 하선생 역
- 강초 - 주장거 역
- 장신광 - 현호장로 역
- 이효천 - 음양도인 역
- 왕요경 - 유도연 역
- 학소문 - 당나귀 판자집 주인 역
- 염유 - 닭집 주인 역
- 양자 - 영무사 역 (목소리)